# Idiops pulcher
Espèce
Idiops pulcher est une espèce d'araignées mygalomorphes de la famille des Idiopidae.

## Distribution
Cette espèce est endémique du Botswana.

## Publication originale
- Hewitt, 1914 : Descriptions of new Arachnida from South Africa. Records of the Albany Museum, vol. 3, p. 1-37.